# Граневський Денис Васильович
Денис Васильович Граневський (10 листопада 1983, Лисичанськ – 11 вересня 2023, поблизу населеного пункту Миколаївка, Херсонської області) — солдат військ спеціального призначення ЗСУ, загинув на російсько-українській війні, проживав у Носівці.

## Життєпис
Здобув вищу будівельну  освіту в Київському інженерно-будівельному інституті.

## Відзнаки
- орден «За мужність» ІІІ ступеня (посмертно)[2]